# سنديان آسي الورق

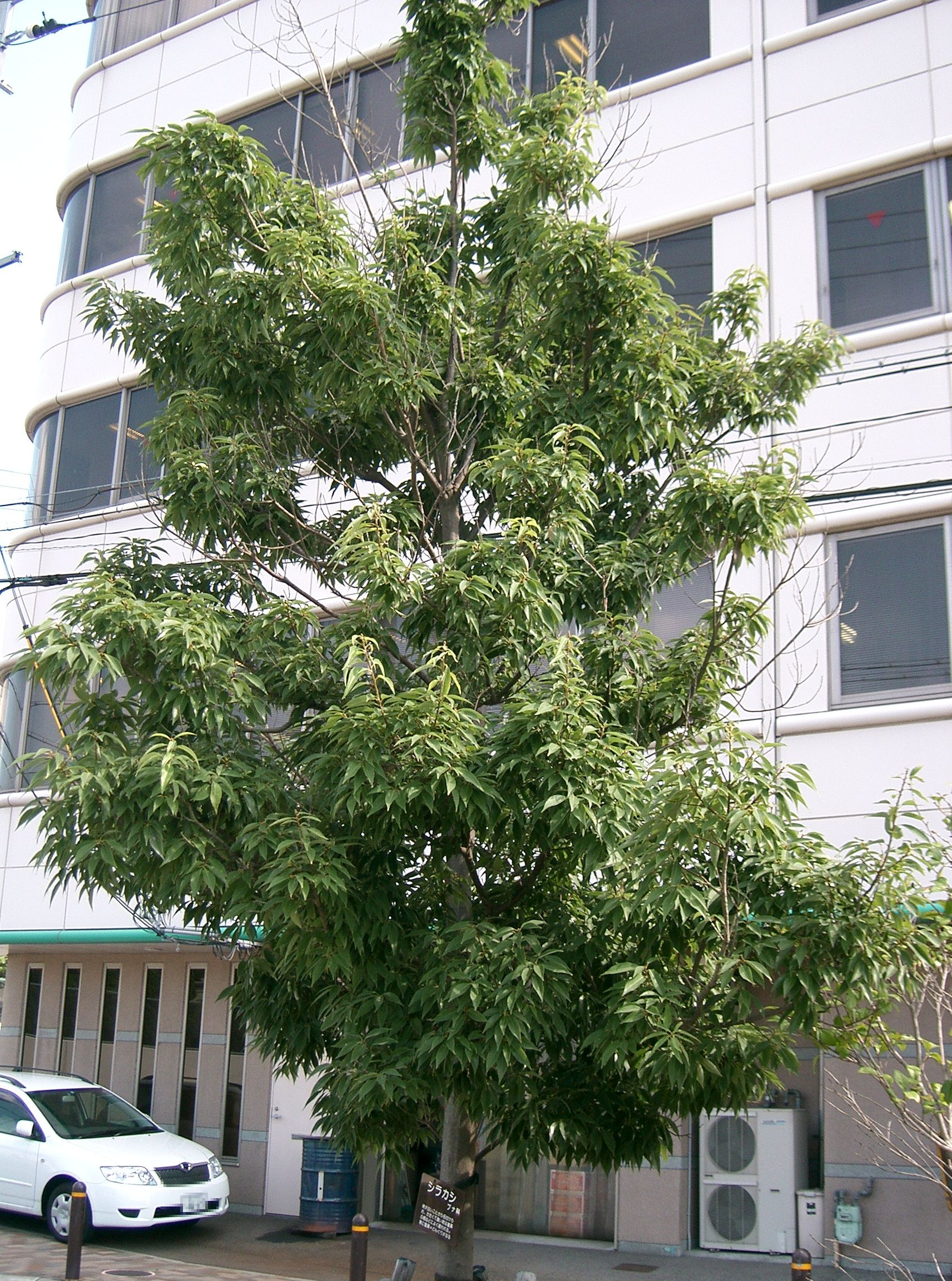
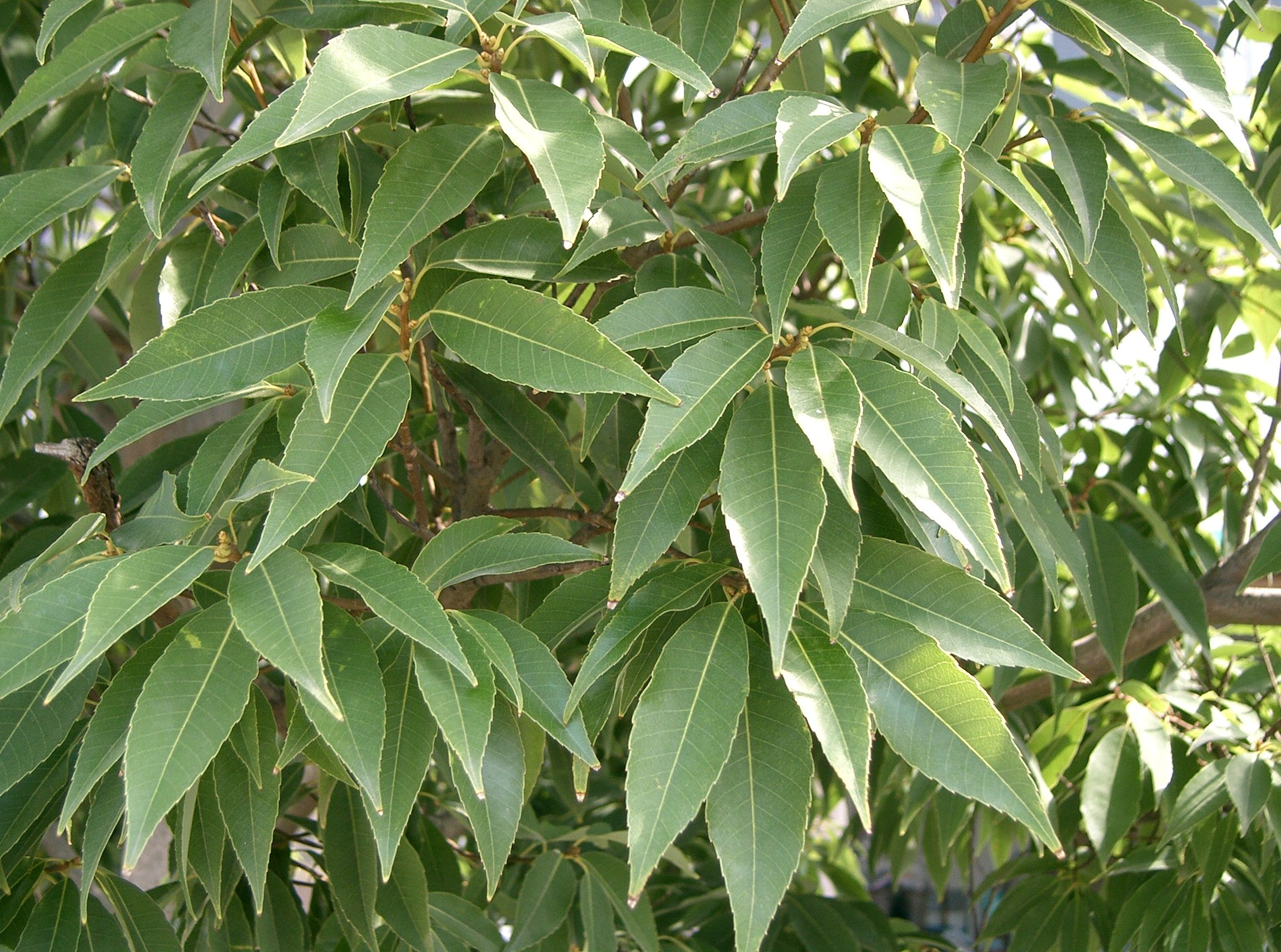
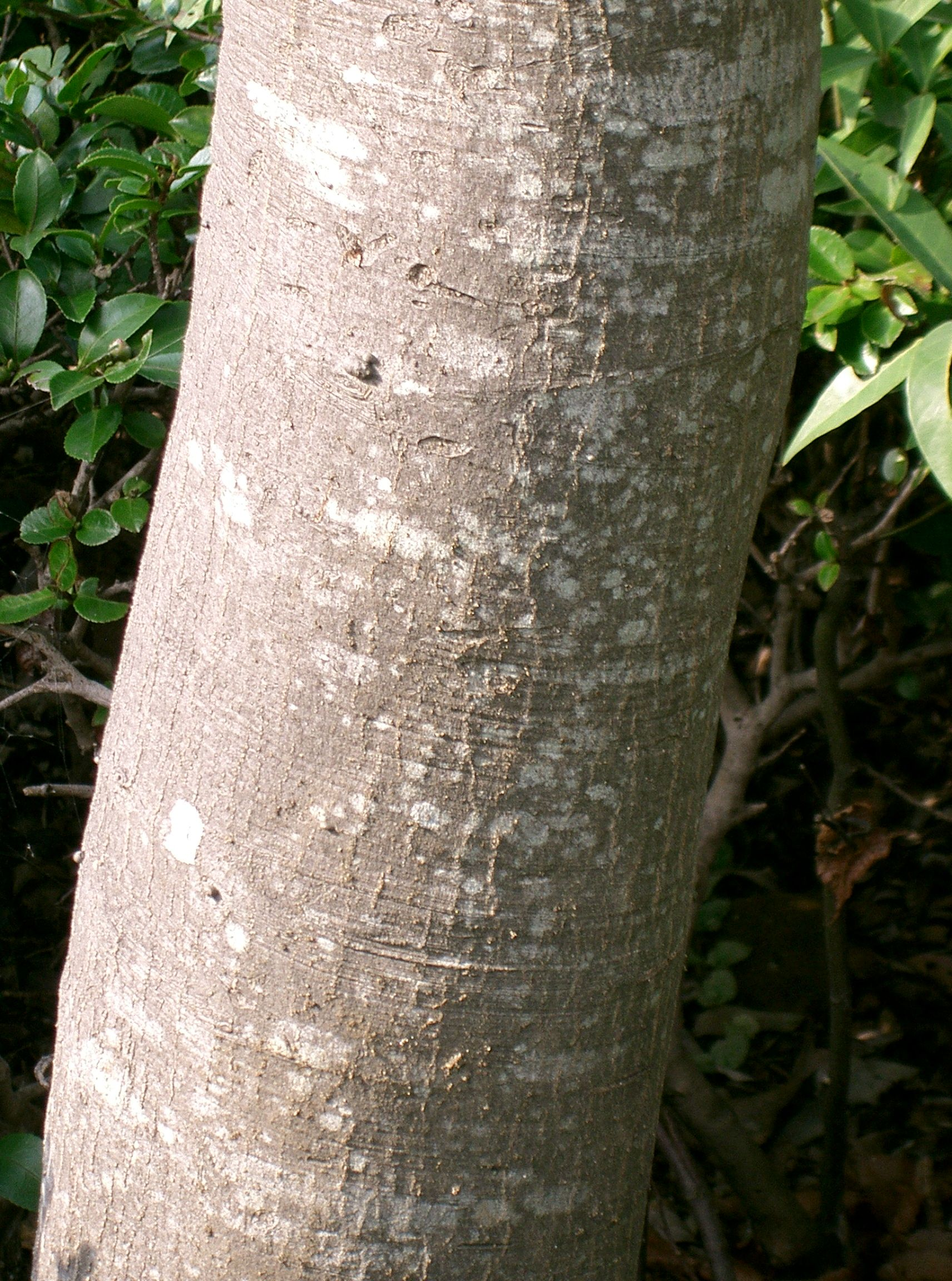
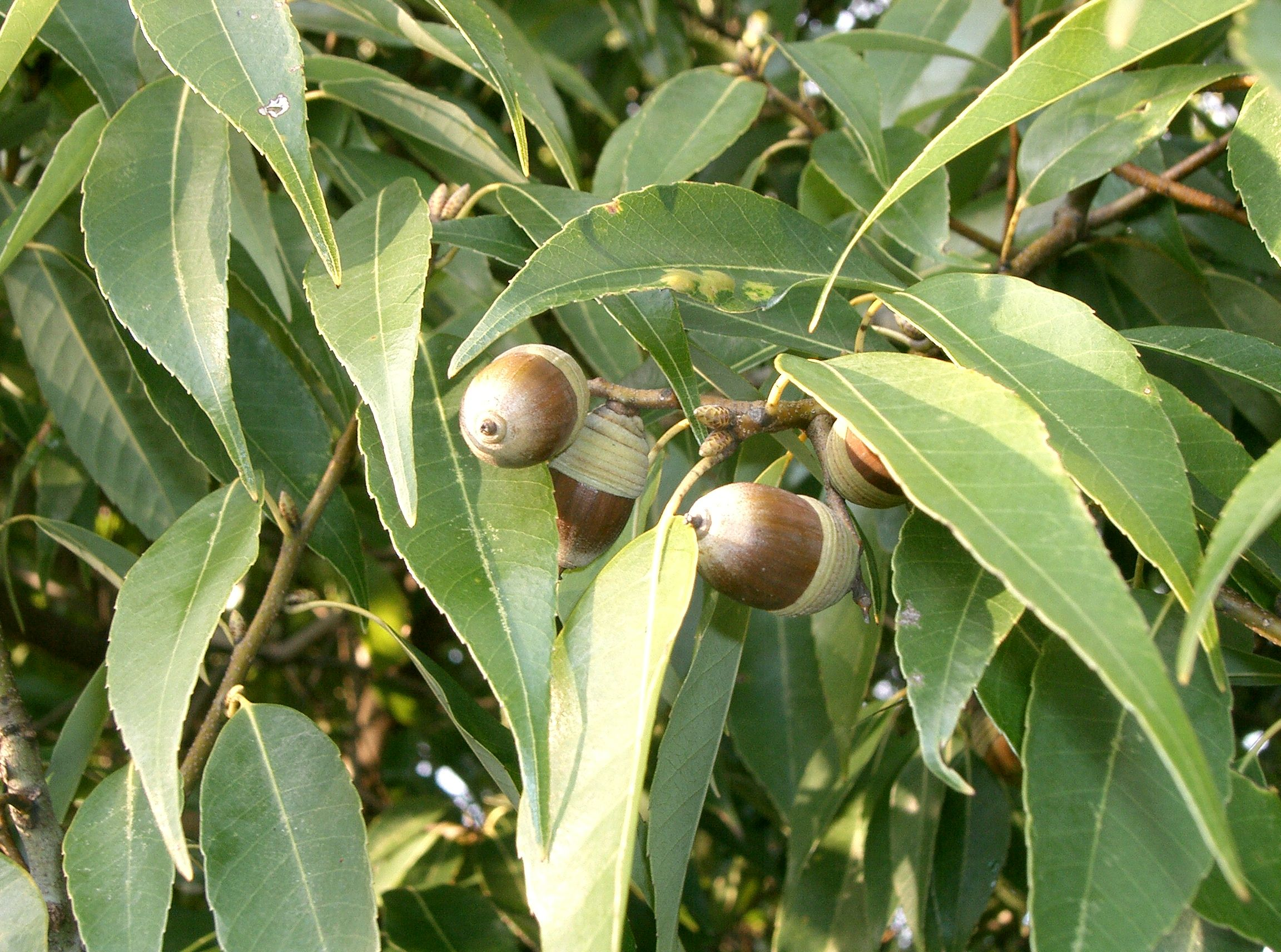
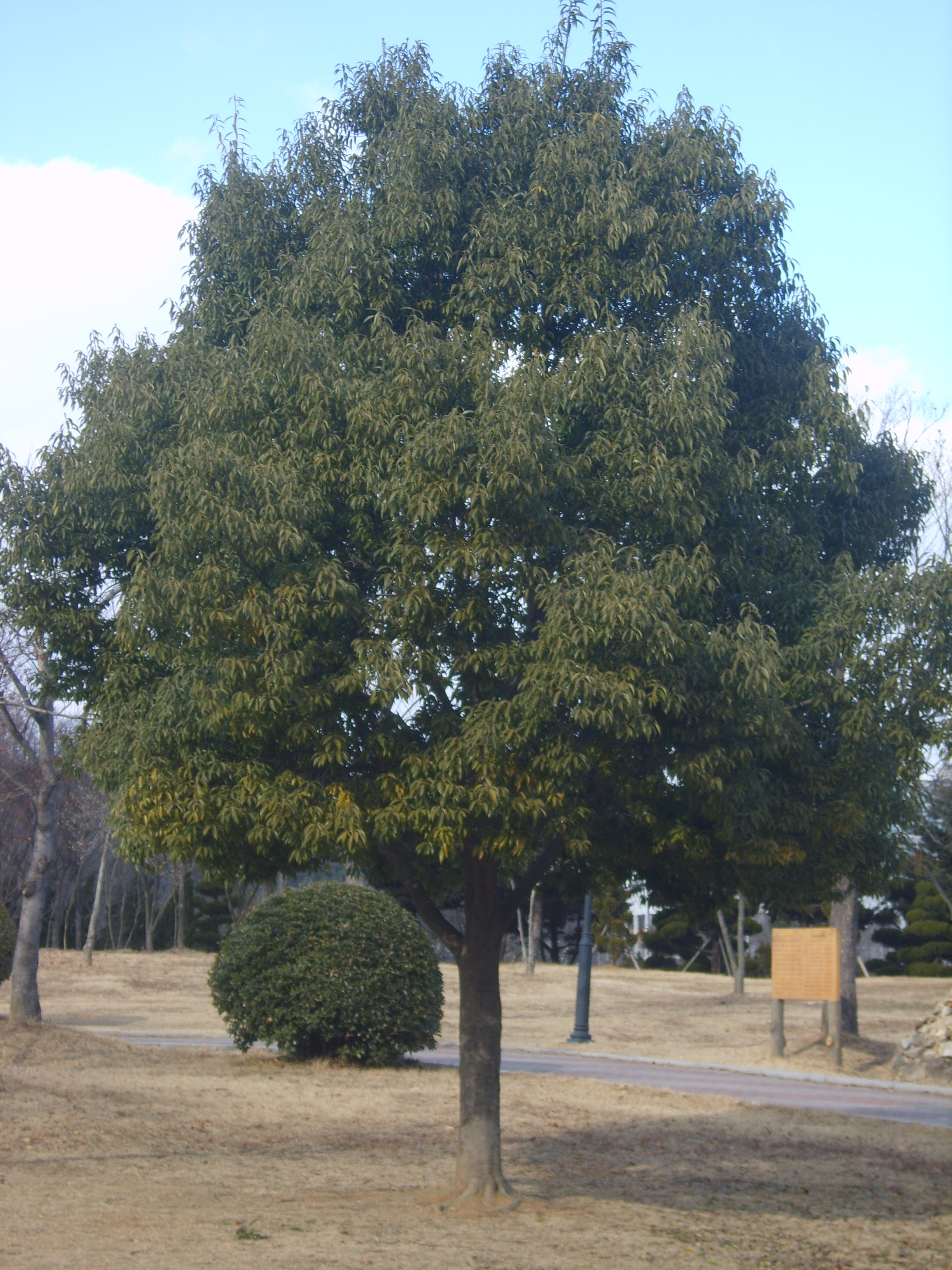
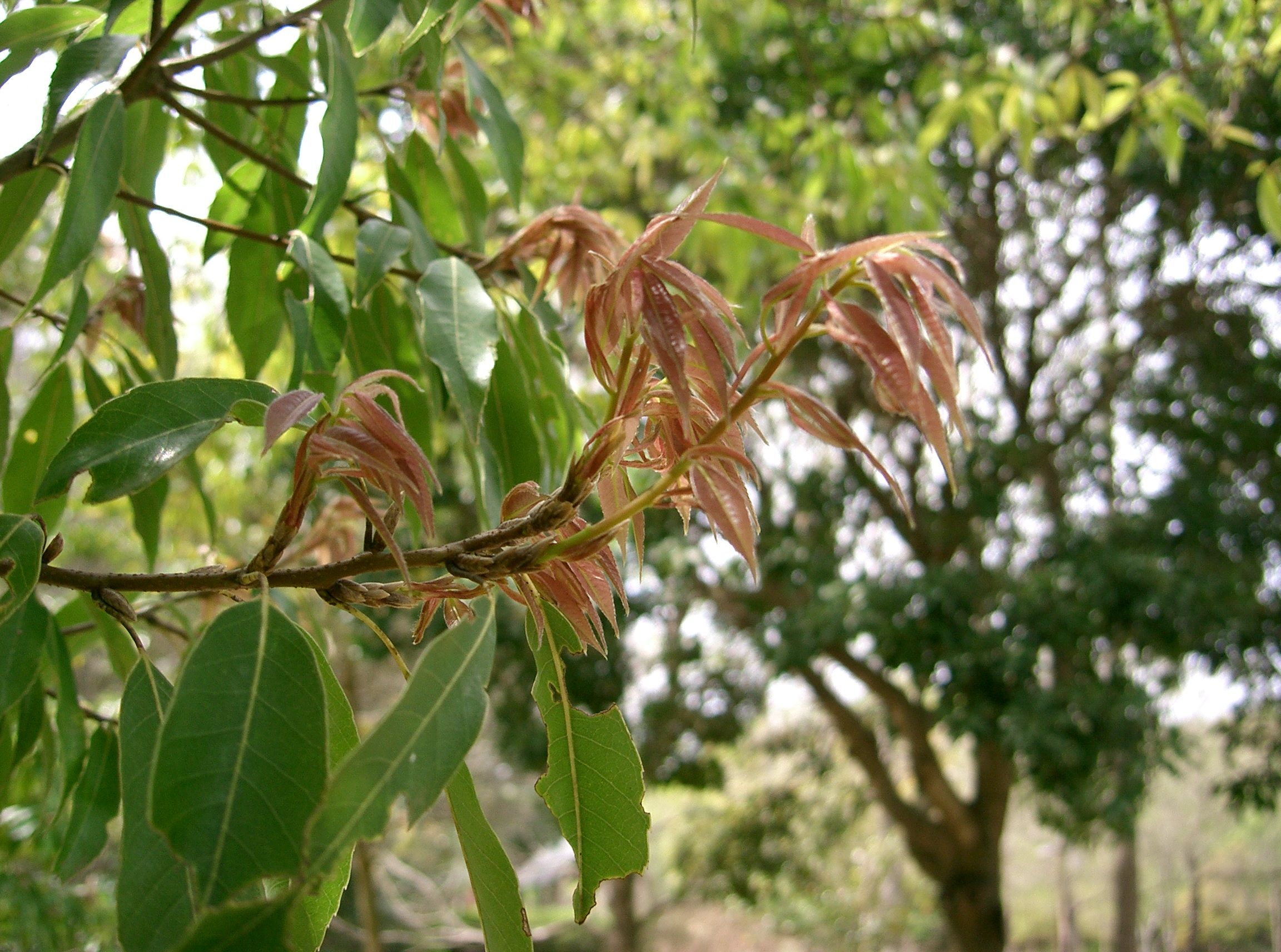
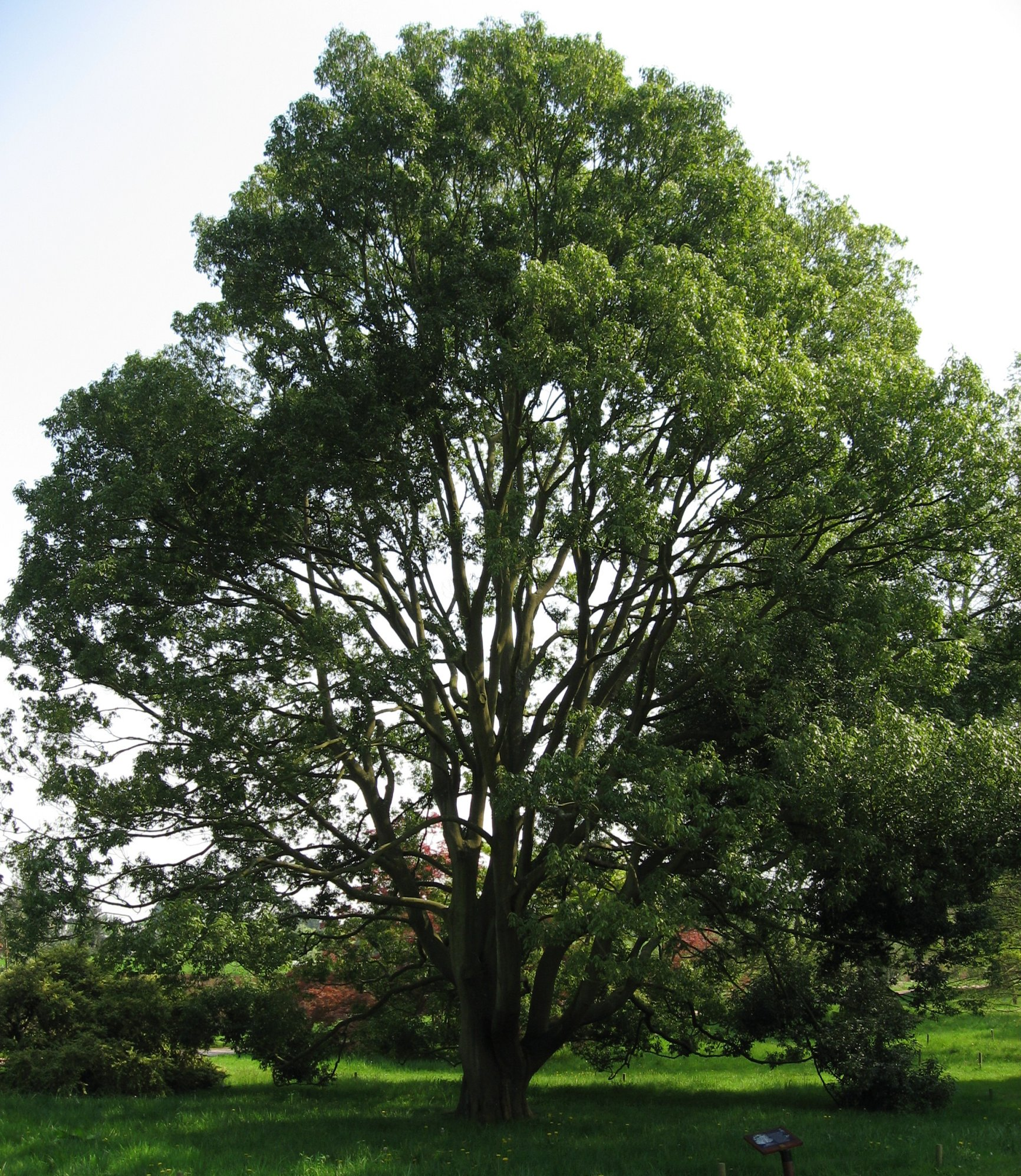

السِّنديان آسي الورق هو نوع آسيوي من الأشجار في الفصيلة الزانيّة. موطنها شرق وسط وجنوب شرق الصين واليابان وكوريا ولاوُس وشمال تَيلَند وفِتنام.